# 白围巧言虫
白围巧言虫（学名：Eumida albopicta）为叶须虫科围巧言虫属的动物。分布于日本、印度，包括黄海等海域，主要生活于岩相潮间带。